# Цвор, Сергей Павлович
Цвор Сергей Павлович (род. 26 марта 1957, Орехово, Брестская область) — епископ Объединённой церкви христиан веры евангельской в Республике Беларусь, проповедник, преподаватель в Теологическом институте.

## Биография
В 1998 году окончил Московский теологический институт по специальности «Христианское богословие и христианское образование» с присвоением звания «бакалавр богословия и христианского образования».
В 2000 году окончил Библейский колледж «Благодать» Союза ХВЕП в России с присвоением квалификации проповедника.
В 2004 году получил степень доктора богословия в Калифорнийском университете «Vision»
До 2006 года являлся ректором Теологического института христиан веры евангельской
С 2014 года является епископом Объединенной Церкви ХВЕ в Республике Беларусь.
27 января 2018 года был переизбран Республиканским советом на новый срок (2018—2022 гг.) епископом ОЦ ХВЕ в Республике Беларусь получив поддержку у 72 человек (92.5 %).
Женат, вместе с супругой воспитывает пятерых детей.